# AOF
AOF Danmark (fork. for Arbejdernes Oplysningsforbund Danmark) er grundlagt 1924 og er en landsdækkende sammenslutning af aftenskoler, daghøjskoler og sprogcentre. AOF er dannet af LO, Socialdemokraterne, Det kooperative Fællesforbund og arbejderbevægelsens ungdomsorganisationer.
Formålet er i overensstemmelse med arbejderbevægelsens idégrundlag at udbrede viden og forståelse for værdier af samfundsmæssig og kulturel karakter som betydningen af internationalt samarbejde. AOF søger desuden at medvirke til en udbredelse af demokratiet i samfundet og at stimulere interessen for aktiv deltagelse i samfundslivet.
Formanden for AOF Danmark er René Nielsen fra Dansk Metal, og adm. direktør er John Meinert Jacobsen.